# Adelomelon ancilla
Adelomelon ancilla (nomeada, em inglês, maidservant volute) é uma espécie de molusco gastrópode marinho pertencente à família Volutidae. Foi classificada por John Lightfoot, em 1786, com a denominação de Voluta ancilla e com o seu tipo nomenclatural coletado no estreito de Magalhães. Sua distribuição geográfica abrange o sudoeste do oceano Atlântico, entre o sul do Brasil (Santa Catarina e Rio Grande do Sul) e a Terra do Fogo, na Argentina. Adelomelon ancilla é a espécie-tipo do gênero Adelomelon Dall, 1906.

A espécie A. ancilla tem como habitat as águas moderadamente geladas ao sul da América do Sul; no sul do Brasil, Uruguai e Argentina.

## Descrição da concha e hábitos
Concha com até 7 voltas moderadamente convexas e atingindo pouco mais de 25 centímetros (RIOS cita 18.6 centímetros) de comprimento, com superfície amarelada a castanha e dotada, ou não, de linhas em zigue-zague, mais escuras, sem possuir nódulos angulosos em sua espiral; que apresenta abertura ampla, em sua volta final, ocupando geralmente 2/3 do tamanho da concha e bem aberta, na região de seu canal sifonal, com lábio externo fino, semi-circular, e columela com três a quatro pregas oblíquas e bem desenvolvidas.
É encontrada em águas moderadamente profundas, entre 55 e 212 metros, em fundos lodo-arenosos.